# Tunisia ai Giochi olimpici
La Tunisia ha partecipato per la prima volta ai Giochi olimpici nel 1960.
Gli atleti tunisini hanno vinto complessivamente 18 medaglie ai Giochi olimpici estivi, con tre medaglie d'oro nel nuoto e due nell'atletica leggera. Non hanno mai partecipato ai Giochi olimpici invernali.
Il Comitato Olimpico Tunisino venne creato e riconosciuto dal CIO nel 1957.

## Medaglieri

### Medaglie alle Olimpiadi estive
| Giochi                 | Oro              | Argento          | Bronzo           | Totale           |
| ---------------------- | ---------------- | ---------------- | ---------------- | ---------------- |
| 1960 Roma              | 0                | 0                | 0                | 0                |
| 1964 Tokyo             | 0                | 1                | 1                | 2                |
| 1968 Città del Messico | 1                | 0                | 1                | 2                |
| 1972 Monaco            | 0                | 1                | 0                | 1                |
| 1976 Montreal          | 0                | 0                | 0                | 0                |
| 1980 Mosca             | Non partecipante | Non partecipante | Non partecipante | Non partecipante |
| 1984 Los Angeles       | 0                | 0                | 0                | 0                |
| 1988 Seoul             | 0                | 0                | 0                | 0                |
| 1992 Barcellona        | 0                | 0                | 0                | 0                |
| 1996 Atlanta           | 0                | 0                | 1                | 1                |
| 2000 Sydney            | 0                | 0                | 0                | 0                |
| 2004 Atene             | 0                | 0                | 0                | 0                |
| 2008 Pechino           | 1                | 0                | 0                | 1                |
| 2012 Londra            | 2                | 0                | 1                | 3                |
| 2016 Rio               | 0                | 0                | 3                | 3                |
| 2020 Tokyo             | 1                | 1                | 0                | 2                |
| 2024 Parigi            | 1                | 1                | 1                | 3                |
| Totale                 | 6                | 4                | 8                | 18               |

## Medagliere per sport

### Sport estivi
| Sport            | Oro | Argento | Bronzo | Totale |
| ---------------- | --- | ------- | ------ | ------ |
| Nuoto            | 3   | 0       | 1      | 4      |
| Atletica leggera | 2   | 2       | 1      | 5      |
| Taekwondo        | 1   | 1       | 2      | 4      |
| Pugilato         | 0   | 0       | 2      | 2      |
| Scherma          | 0   | 1       | 1      | 2      |
| Lotta            | 0   | 0       | 1      | 1      |
| Totale           | 6   | 4       | 8      | 18     |